# Delias geraldina
Delias geraldina är en fjärilsart som beskrevs av Grose-smith 1894. Delias geraldina ingår i släktet Delias och familjen vitfjärilar. Inga underarter finns listade i Catalogue of Life.